# Мозес, Реми
Реми Марк Мо́зес (англ. Remi Mark Moses; родился 14 ноября 1960 года в Майлз Плэттинг, Манчестер) — английский футболист, выступавший на позиции опорного полузащитника. Один из самых известных британских футболистов с причёской афро.

## Футбольная карьера
Реми Мозес начал карьеру в клубе «Вест Бромвич Альбион», где вскоре стал одним из ключевых игроков. Он помог «дроздам» трижды квалифицироваться в Кубок УЕФА, так как команда стабильно финишировала в чемпионате в первой четвёрке.
В 1981 году Мозес перешёл в «Манчестер Юнайтед» за £500 000 из «Вест Бромвича» вместе с Брайаном Робсоном. 12 сентября 1981 года он дебютировал за «Юнайтед» в матче против «Суонси Сити». В том же сезоне он забил свой первый гол за «Юнайтед», став, таким образом, первым чернокожим футболистом, забившим гол за «Манчестер Юнайтед».
Мозес был ключевым полузащитником «Манчестер Юнайтед» в 1980-е годы, но его карьере мешали серьёзные травмы. Он пропустил два финала Кубка Англии: в 1983 году из-за дисквалификации и в 1985 году из-за травмы. Последний матч за клуб он провёл в 1988 году. В сезоне 1988/89 из-за хронической травмы голеностопа принял решение о завершении карьеры в возрасте 28 лет.

## После завершения карьеры
Впоследствии Мозес работал тренером команды «Манчестер Уорриорз», которая занимается катанием на роликовых коньках. В настоящее время он является тренером молодёжного футбольного клуба «Олд Траффорд», в котором играют подростки из Мосс Сайд, Манчестер.